# Norvellina adunca
Norvellina adunca är en insektsart som beskrevs av Kramer och Delong 1969. Norvellina adunca ingår i släktet Norvellina och familjen dvärgstritar. Inga underarter finns listade i Catalogue of Life.